# 黑森伯国
黑森伯国（德語：Landgrafschaft Hessen），或黑森方伯国，是神圣罗马帝国内的一个诸侯国。黑森伯国存在于1264年至1567年。1567年，腓力一世逝世后，他的几个儿子均分了黑森伯国。

## 历史
中世纪早期，地处今德国北部的两大日耳曼人部落Hessengau与邻近的Lahngau逐步建立了弗兰肯公国。康拉丁王朝绝嗣后，这些莱茵弗兰肯领地逐步被图林根領地伯爵路易一世和他的继任者们控制。
1247年图林根继承战争爆发。战争的起因是圖林根領地伯爵亨利·拉斯佩无嗣而终，他的侄女，布拉班特女公爵索菲亚为她未成年的儿子“孩童”亨利攫取了黑森的领地。1246年，他成为首任黑森方伯，并创立了黑森王朝。图林根剩余的领地则落到韦廷王朝的迈森藩侯亨利三世手中。黑森伯爵亨利一世在1292年被罗马人的国王阿道夫晋升为王爵。
1308年到1311年，以及1458年，黑森伯国都被分为上黑森和下黑森两部分。1500年，威廉二世再度统一了黑森伯国。在威廉二世的儿子“慷慨的”腓力一世领导下，黑森伯国在德意志地区的重要性与日俱增。1526年，洪堡主教会议后，腓力一世将新教引入黑森伯国，并在随后建立了新教诸侯联盟，反抗天主教的奥地利哈布斯堡皇帝查理五世。1567年，腓力一世逝世，黑森伯国被他首任妻子所生的儿子们均分。
1567年，黑森伯爵腓力一世死后，黑森伯国被分为：
- 黑森-卡塞尔（1803年升格为黑森选侯国，1866年被普鲁士王国兼并，成为黑森-拿骚省）
- 黑森-马尔堡（英语：Hesse-Marburg）（1604年绝嗣，领土随后被并入黑森-卡塞尔和黑森-达姆施塔特）
- 黑森-莱茵菲尔斯（英语：Hesse-Rheinfels）（1583年绝嗣，领土随后被并入黑森-卡塞尔）
- 黑森-达姆施塔特（1806年升格为黑森大公国，1918年成为黑森人民邦）

古黑森伯国的领土直到1945年同盟国占领德国后才重新统一于大黑森下（但不包含莱茵黑森）。

## 参看
- 黑森统治者列表